# I racconti delle cacciatrici: La bottiglia rotta del Djinn
I racconti delle cacciatrici: La bottiglia rotta del Djinn è un fumetto one-shot (cioè non inserito nella serie regolare) dedicato a Buffy Summers, la Cacciatrice di vampiri protagonista dell'omonimo telefilm.
Questo fumetto riprende il tessuto narrativo iniziato alcuni mesi prima dalla Dark Horse Comics con la pubblicazione del volume I racconti delle cacciatrici e lo arricchisce di altre due mini-storie in cui protagoniste sono stavolta Buffy con Willow, non presenti nel paperback, e Rachel O'Connor, la cacciatrice attiva nel 1937. Il singolo fumetto one-shot non è mai stato pubblicato in Italia ma ha trovato posto nel volume raccoglitore I Miti messo in commercio dalla Edizioni BD nel giugno 2012.

## Trama

### Sunnydale 1997
- testi: Jane Espenson
- disegni: Jeff Matsuda
- colori: Dave Steward

Il preside Snyder del Liceo di Sunnydale ha comprato alcuni vecchi armadietti. Mentre sta tormentando gli operai addetti al trasloco, da un armadietto fuoriesce una bottiglia che, rompendosi a terra, rivela come contenuto un mostruoso e gigantesco Djinn verde che immediatamente scatena il panico. Buffy lo affronta e lo distrae mentre Willow apre un portale dimensionale che risucchia il demone verso una destinazione sconosciuta.
Anacronicità: il fumetto viene esplicitamente dichiarato nella retro-copertina come inserito nella seconda stagione televisiva di Buffy ma ci mostra una Willow già praticante convinta di stregoneria; sappiamo dal telefilm che questo avviene solo nella stagione successiva.

### New York 1937
- testi: Doug Petrie
- disegni: Gene Colan
- colori: Dave Steward

Rachel O'Connor è una giovanissima cacciatrice che si finge cieca per adescare un vampiro e trafiggerlo con le matite che cerca di vendere. Viene contatta da un ente governativo americano e incaricata di intercettare il colonnello nazista Karl Mueller ad un appuntamento con una sua spia. La ragazza non riesce a vincere la diffidenza dell'ufficiale nazista che fugge via. Durante l'inseguimento, però, all'uomo si apre la bottiglia che custodiva nella sua valigia ed immediatamente viene avvolto e ucciso dal suo contenuto: il Djinn. Rachel afferra la bottiglia, si fa inseguire e, nello slancio di un salto, riesce a far tornare il mostro dentro la bottiglia, sigillandola poi con una gomma da masticare. A questo punto la Cacciatrice spende l'unico penny che aveva guadagnato vendendo le matite chiudendo la bottiglia nell'armadietto che verrà erroneamente aperto da Snyder 60 anni dopo.